# Verušičky
Verušičky är en ort i Tjeckien.   Den ligger i regionen Karlovy Vary, i den västra delen av landet, 90 km väster om huvudstaden Prag. Verušičky ligger 578 meter över havet och antalet invånare är 331.
Terrängen runt Verušičky är platt åt sydväst, men åt nordost är den kuperad. Runt Verušičky är det glesbefolkat, med 17 invånare per kvadratkilometer. Närmaste större samhälle är Žlutice, 5,6 km söder om Verušičky. Trakten runt Verušičky består till största delen av jordbruksmark.